# Michel Rémon
Michel Rémon, né le 25 août 1949 à Meudon (Hauts-de-Seine), est un architecte urbaniste français, fondateur et gérant de Michel Rémon & Associés.

## Biographie
Architecte diplômé de l'École nationale supérieure des beaux-arts de Paris, Michel Rémon se fait d’abord connaître par ses recherches sur la façade épaisse et l’architecture urbaine bioclimatique.
En 1984, il crée l'Atelier d'Architecture Michel Rémon qui réunit aujourd’hui une équipe de 31 personnes dont 26 architectes engagées dans de nombreuses réalisations répondant à des programmes complexes : hôpitaux, universités, laboratoires de recherche, stades, équipements tertiaires et d’infrastructures.
En 2008, Michel Rémon reçoit la médaille d'honneur de l'Académie d'architecture.
En 2014, l’Atelier est retenu pour construire des laboratoires de recherche d'Air liquide à Saclay, le centre R&D d'Airbus Helicopters à Marignane ou l'Institut de biologie intégrative de la cellule du CNRS à Gif-sur-Yvette.
En 2016, l'Atelier Michel Rémon remporte le concours international pour la réalisation du Centre de Nanosciences et Nanotechnologies de l'Université de Tel Aviv.
La même année, Michel Rémon s'associe à Alexis Peyer; l'Atelier d'Architecture Michel Rémon devient ainsi Michel Rémon & Associés. En 2023, Alexis Peyer acquiert 40% des parts de l'Atelier.
Michel Rémon est, depuis janvier 2017, architecte-conseil pour la Mission Gerland à Lyon avec Alain Marguerit, urbaniste / paysagiste.
Enseignant à l'École spéciale d'architecture de Paris (1988-1990), professeur à l'École nationale supérieure d'architecture de Versailles (1995-1999),.

## Projets lancés
- 2021 : centre de nanosciences et nanotechnologies (6 800 m2) pour l'université de Tel Aviv, Israël[3],[4],[5]
- 2015 : centre hospitalier du Mans, deux bâtiments pour l'ambulatoire et les spécialités médicales, 33 400 m2[6],[7],[8]
- 2015 : centre recherche et développement (18 600 m2) du groupe Air liquide, Loges-en-Josas[9],[10],[11]
- 2013 : hôpital Édouard-Herriot : bâtiment H et nouveau plateau technique (23 500 m2), hospices civils de Lyon[12],[13],[14]
- 2020 : centre de recherche en nanosciences et nanotechnologies (18 000 m2) du CNRS, Palaiseau[15]
- 2014 : institut de biologie intégrative de la cellule (I2BC) (28 700 m2) du CNRS, Gif-sur-Yvette[16]
- 2023 : reconstruction des blocs, de la réanimation et des urgences - projet BAURéals (30 500 m2) de l'hôpital Lyon Sud, hospices civils de Lyon[17],[18],[19]
- 2019 : Reconstruction du stade Torpedo (15 000 places assises, 40 000 m2) à Moscou[20]
- 2018 : reconstruction et réhabilitation partielle (141 300 m2) des cliniques Saint-Luc à Bruxelles-Woluwe, Belgique[21]
- 2023 : hôpital de la Smart Health Care City et de son pôle SSR (58 000 m2), Ben Guerir, Maroc[22]

## Principales réalisations
- Rénovation de la maison des sciences de l'homme (17 800 m2), Paris 6e (2017)[23],[24]
- Marignane Development Center d'Airbus Helicopters (18 400 m2), Marignane (2016)[25]
- Campus numérique de l'Université européenne de Bretagne, Rennes et Brest - PPP (2016)[26]
- Centre de recherche psychiatrique et neurosciences de l'INSERM du centre hospitalier Sainte-Anne (4 500 m2), Paris (2016)[réf. nécessaire]
- Extension des laboratoires de l'École polytechnique (Palaiseau) (18 000 m2), dans le cadre du projet Paris-Saclay[27] (2015)
- Industrilab, centre de recherche en assemblage et matériaux composites pour l'aéronautique (11 100 m2), Méaulte (2015)[28],[29]
- Centre hospitalier des Quatre-Villes à Saint-Cloud (23 100 m2) (2015)[30],[31]
- Centre hospitalier intercommunal de Villeneuve-Saint-Georges (CHIV) (53 700 m2), (2013)[32],[33],[34]
- Institut national de l'énergie solaire (INES) / HÉLIOS : laboratoires et locaux d'enseignement (10 900 m2), Chambéry (2013)[35]
- Groupe hospitalier de la Pitié-Salpêtrière - Charles-Foix : pôle endocrinologie-nutrition (14 900 m2 (certification CERTIVEA) – PPP, Paris (2013)[36],[37]
- Centre URSSAF de la ZAC Châteaucreux (5 800 m2) (label BBC Effinergie), Saint-Étienne (2012)[réf. nécessaire]
- École nationale des greffes (27 900 m2), Dijon (2011)[38]
- Institut de biologie du CHU de Grenoble (11 300 m2) (2010)[réf. nécessaire]
- Stade Gaston-Gérard, Dijon (2007-2010)[réf. nécessaire]
- École nationale supérieure des ingénieurs en arts chimiques et technologiques (ENSIACET) (26 000 m2), Toulouse (2009)[39]
- Hôpital Saint-Antoine : urgences, polyclinique, réanimation (7 100 m2), Paris (2009)[40]
- Centre AFPA (24 400 m2) de Toulouse (2009)[41],[42]
- Stade Auguste-Delaune (14 900 m2), Reims (2008)[43]
- Université des Chênes (37 000 m2), Cergy-Pontoise (2004[44]
- Laboratoires de la police technique et scientifique (7 800 m2), Écully (2001)[45]
- École nationale supérieure d'arts et métiers (17 000 m2) de Metz (1997)[46]

Réalisations
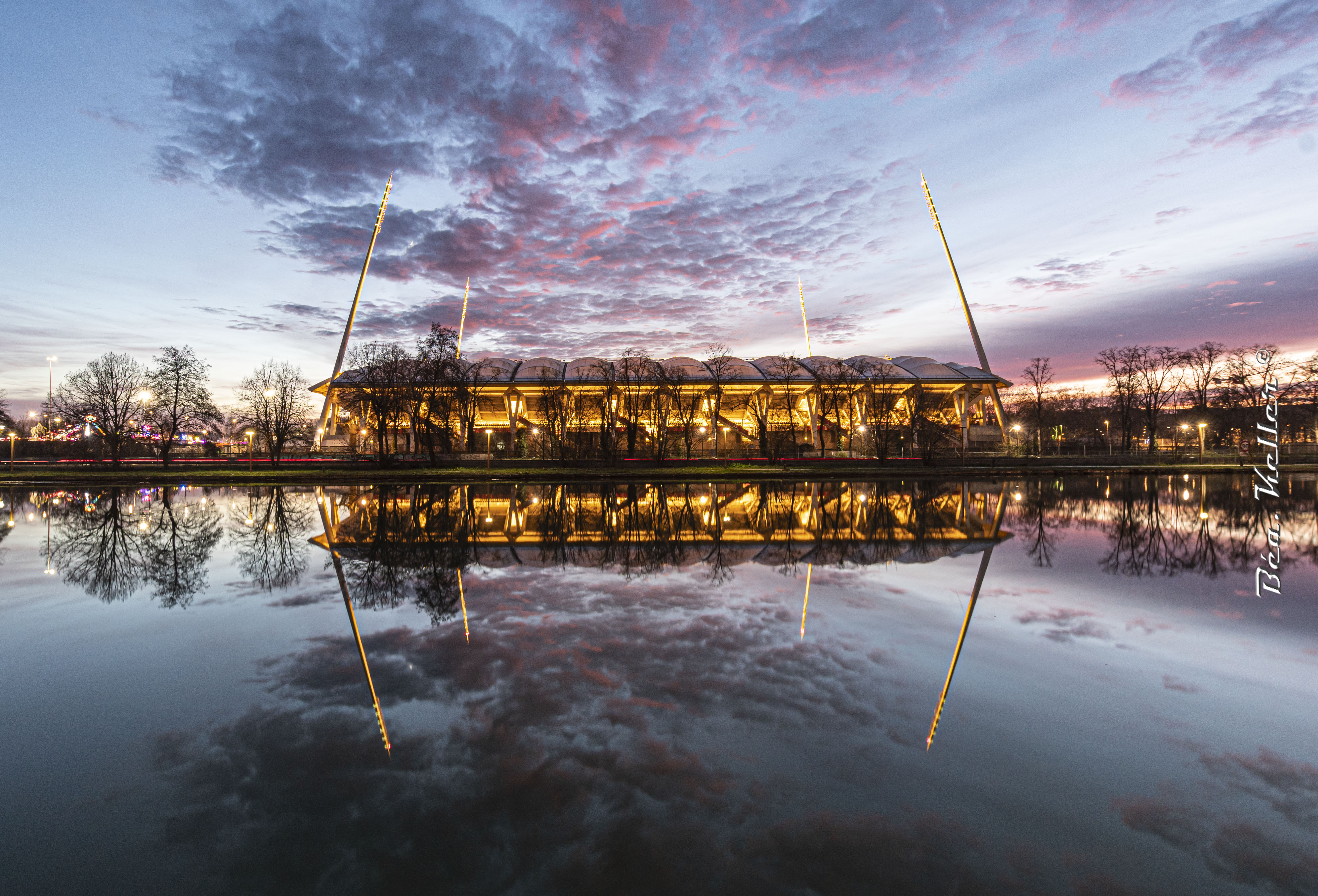
Stade Auguste Delaune, Reims, France
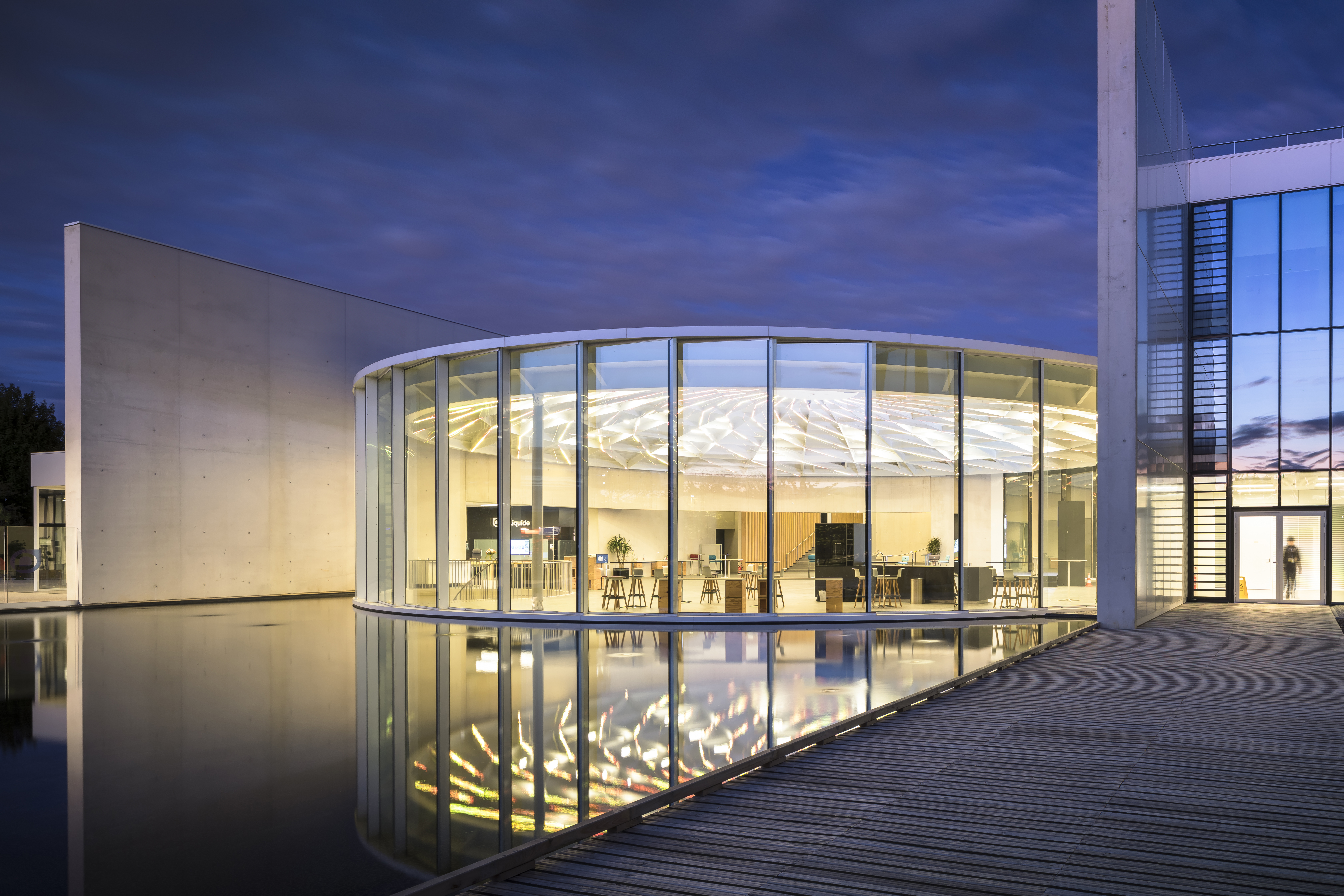
Centre de Recherche & Développement - Air Liquide - Paris-Saclay, France
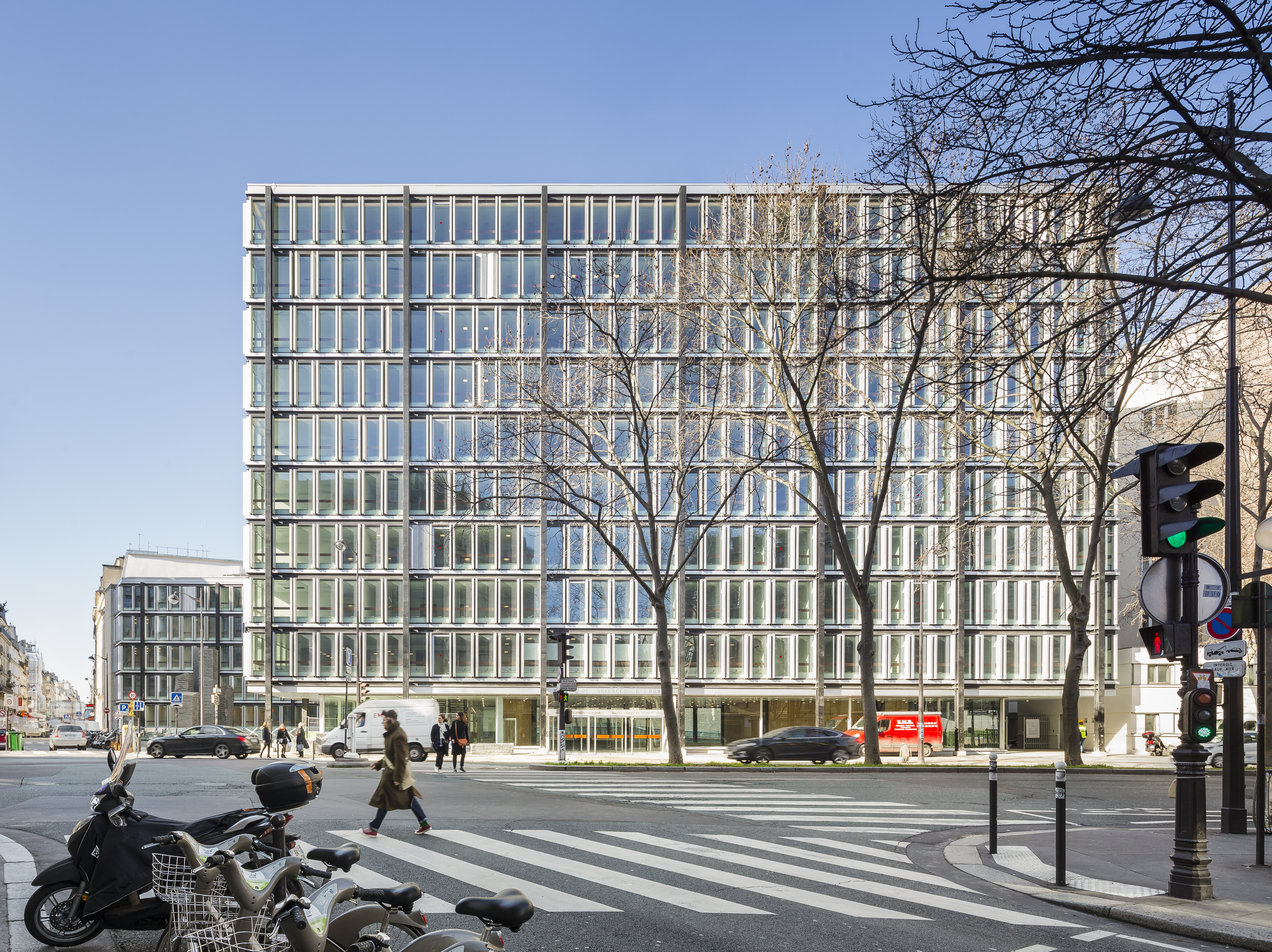
Maison des Sciences de l'Homme - Epaurif - Paris, France
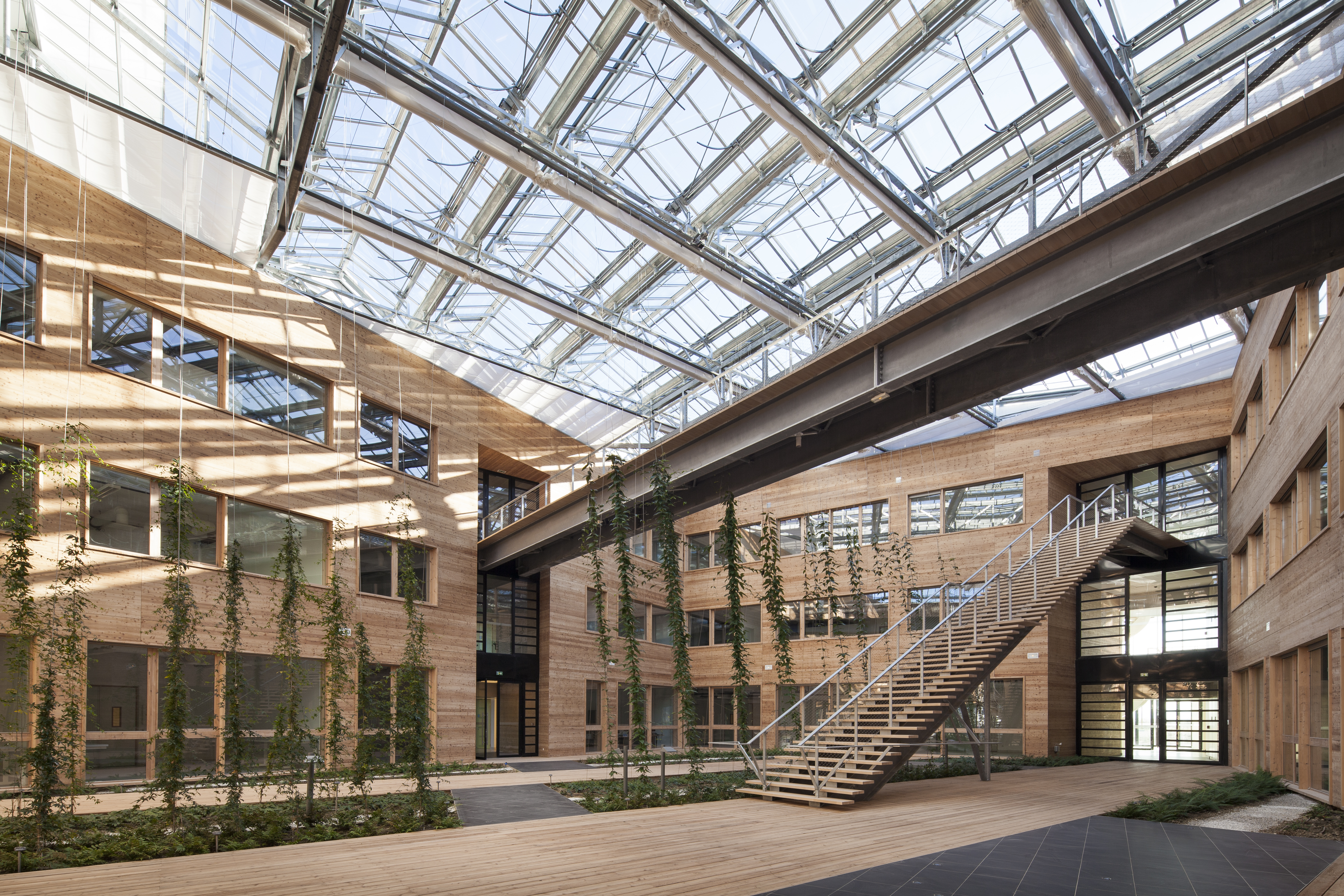
Institut National de l'Énergie Solaire - INES - Chambéry, France
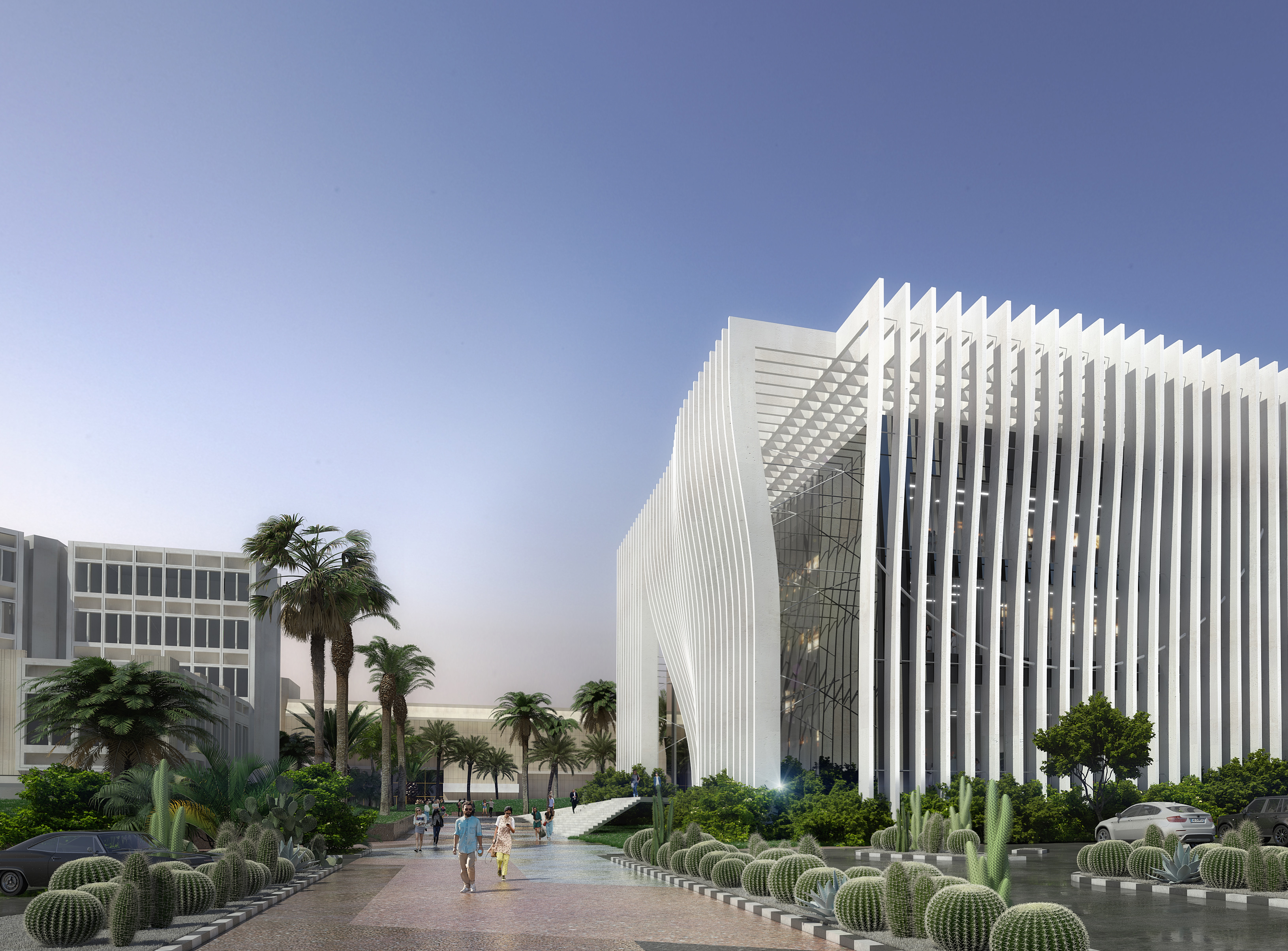
Centre de Recherche en Nanosciences et Nanotechnologies - Université de Tel-Aviv, Israël
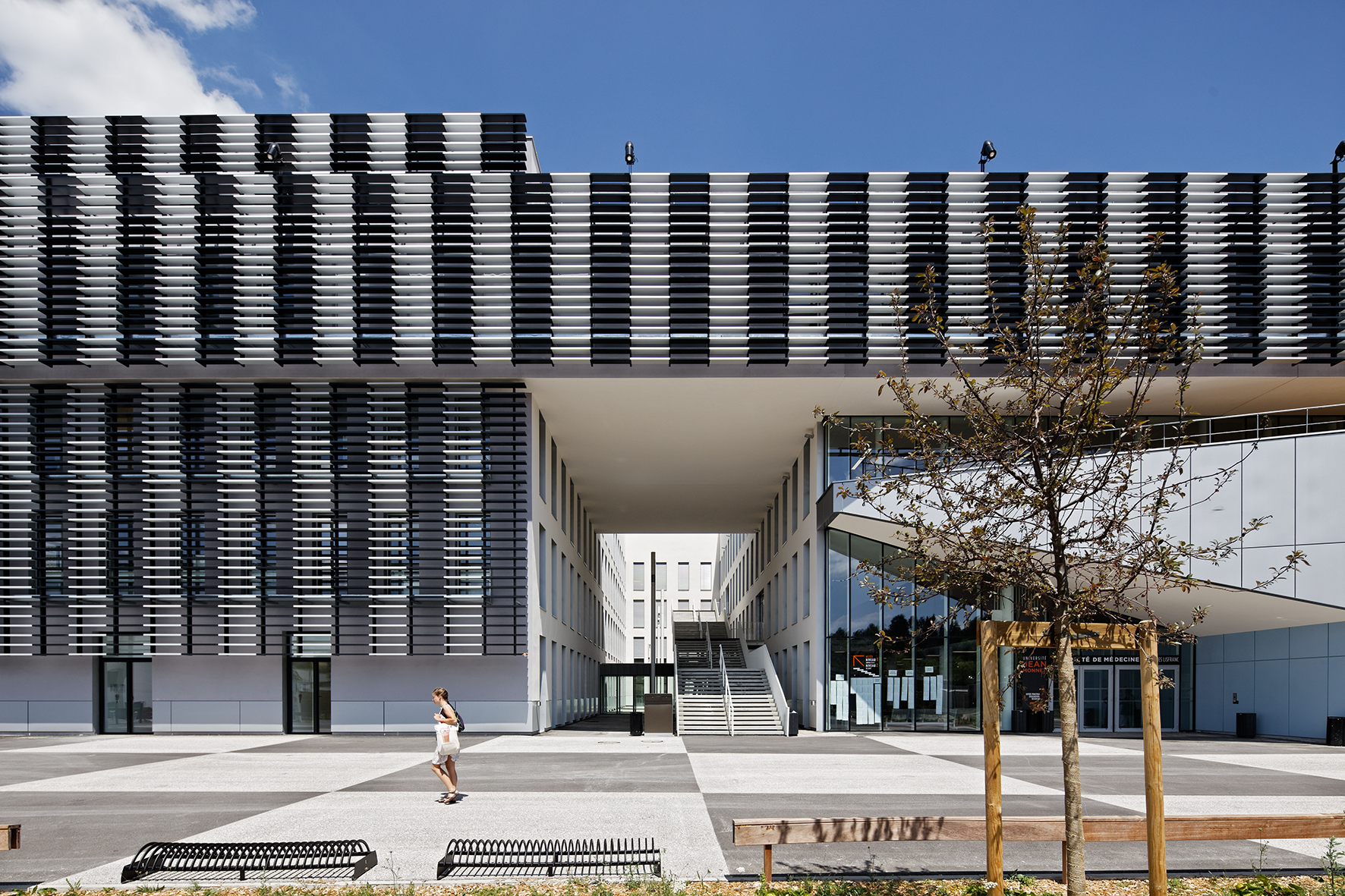
Campus Santé Innovations du CHU - Saint-Étienne, France
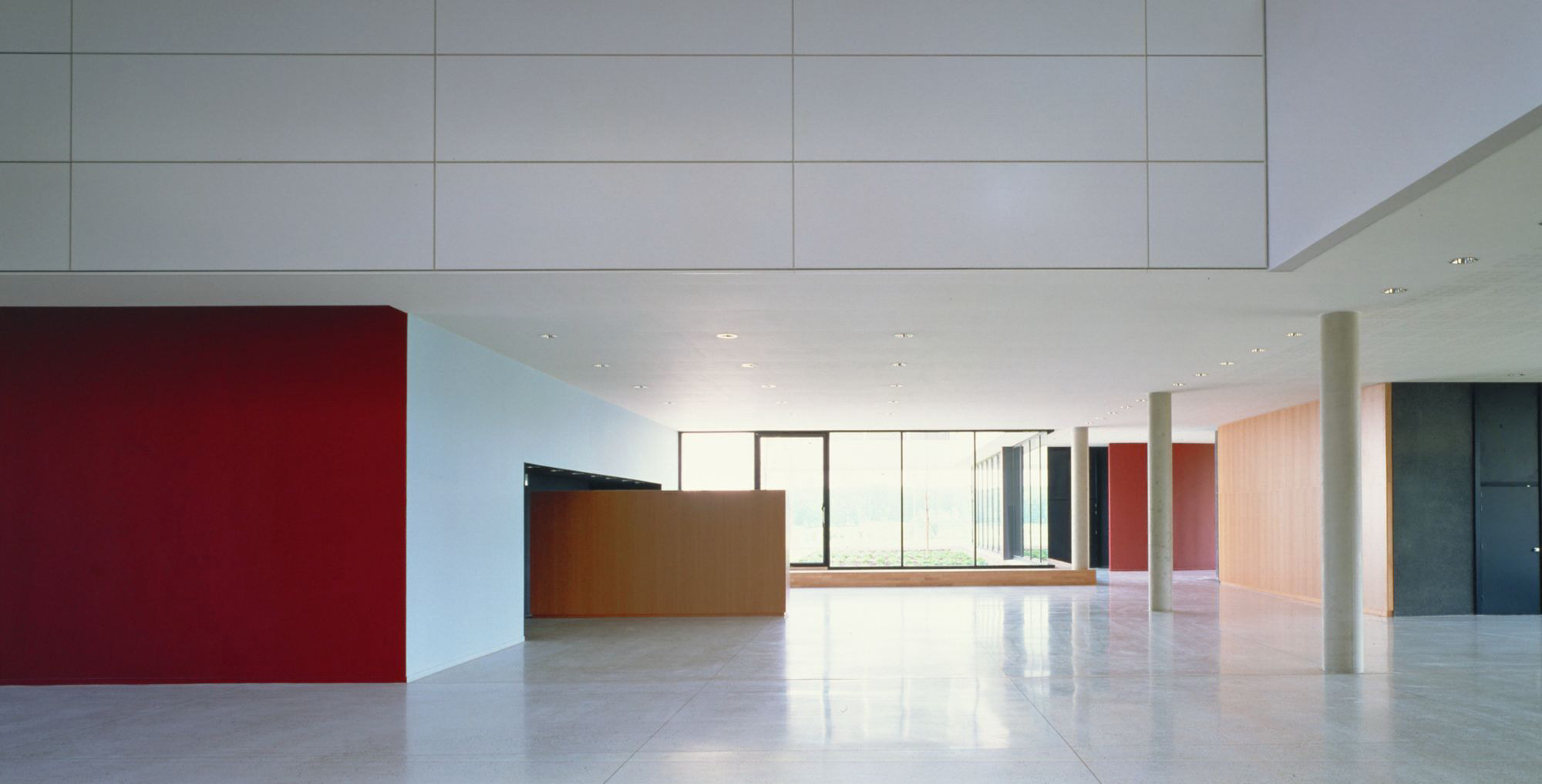
ENSAM - Metz, France
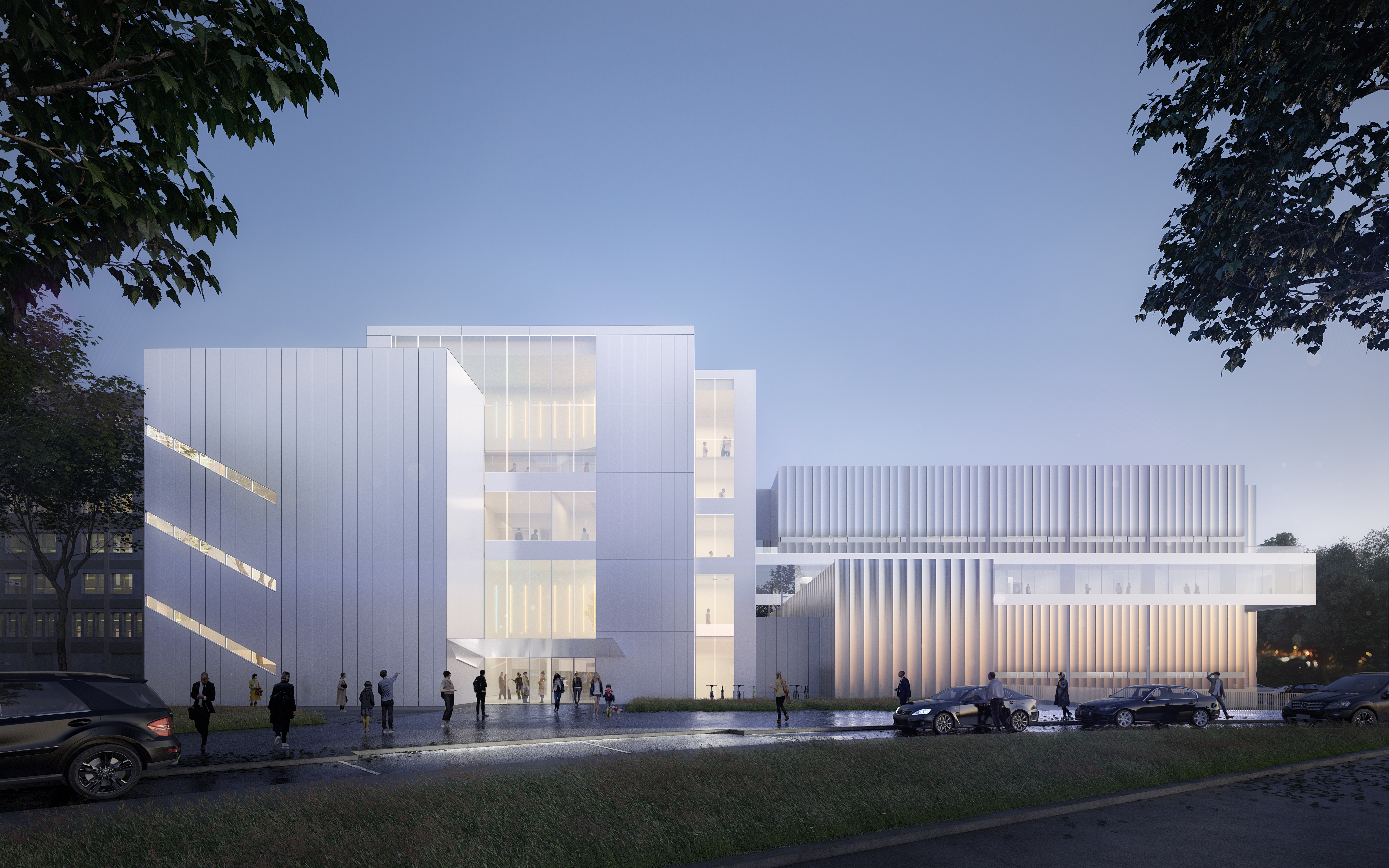
BAURéaLS - Hospices Civils de Lyon, France
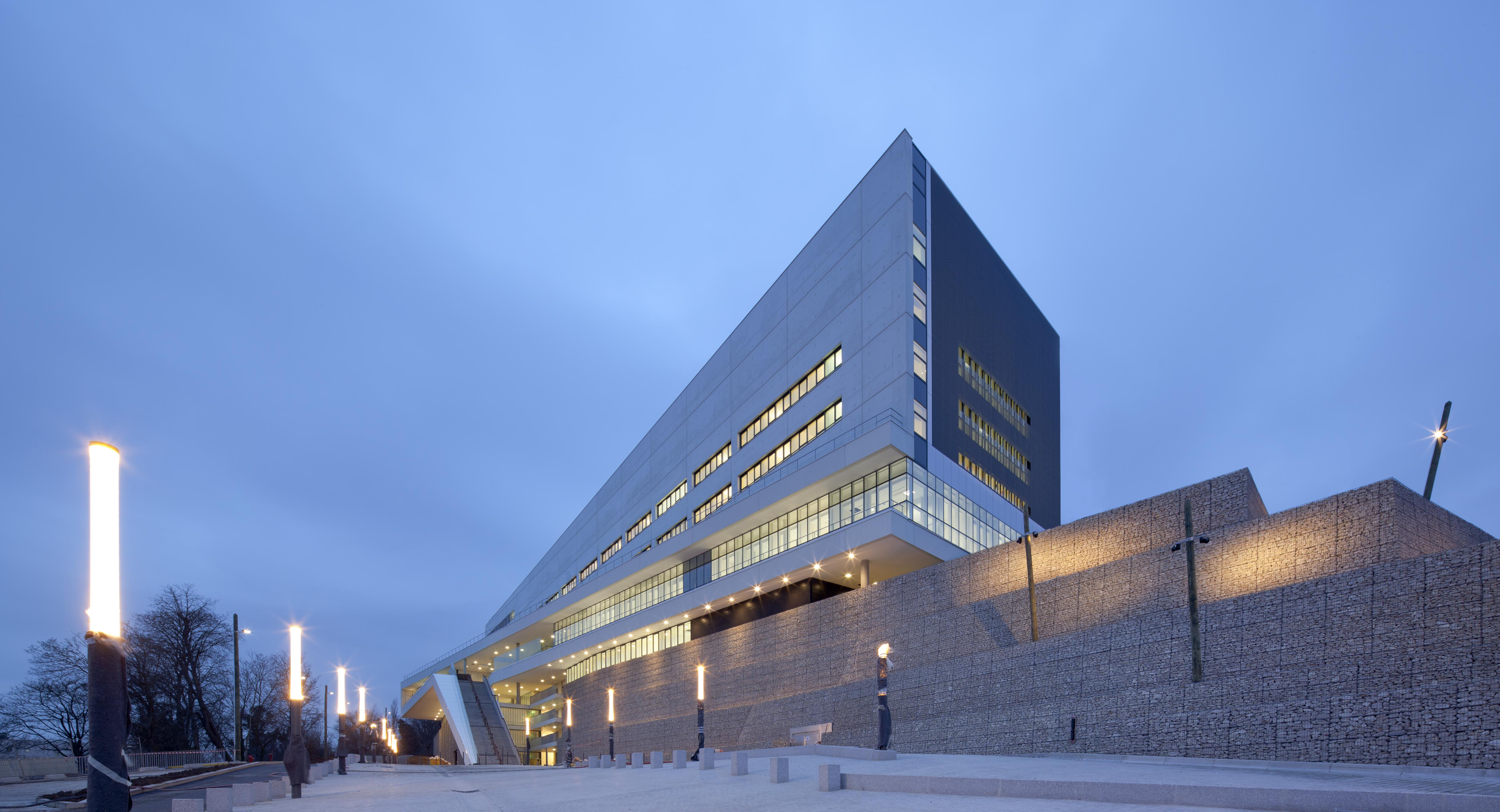
Centre Hospitalier Intercommunal - Villeneuve-Saint-Georges, France
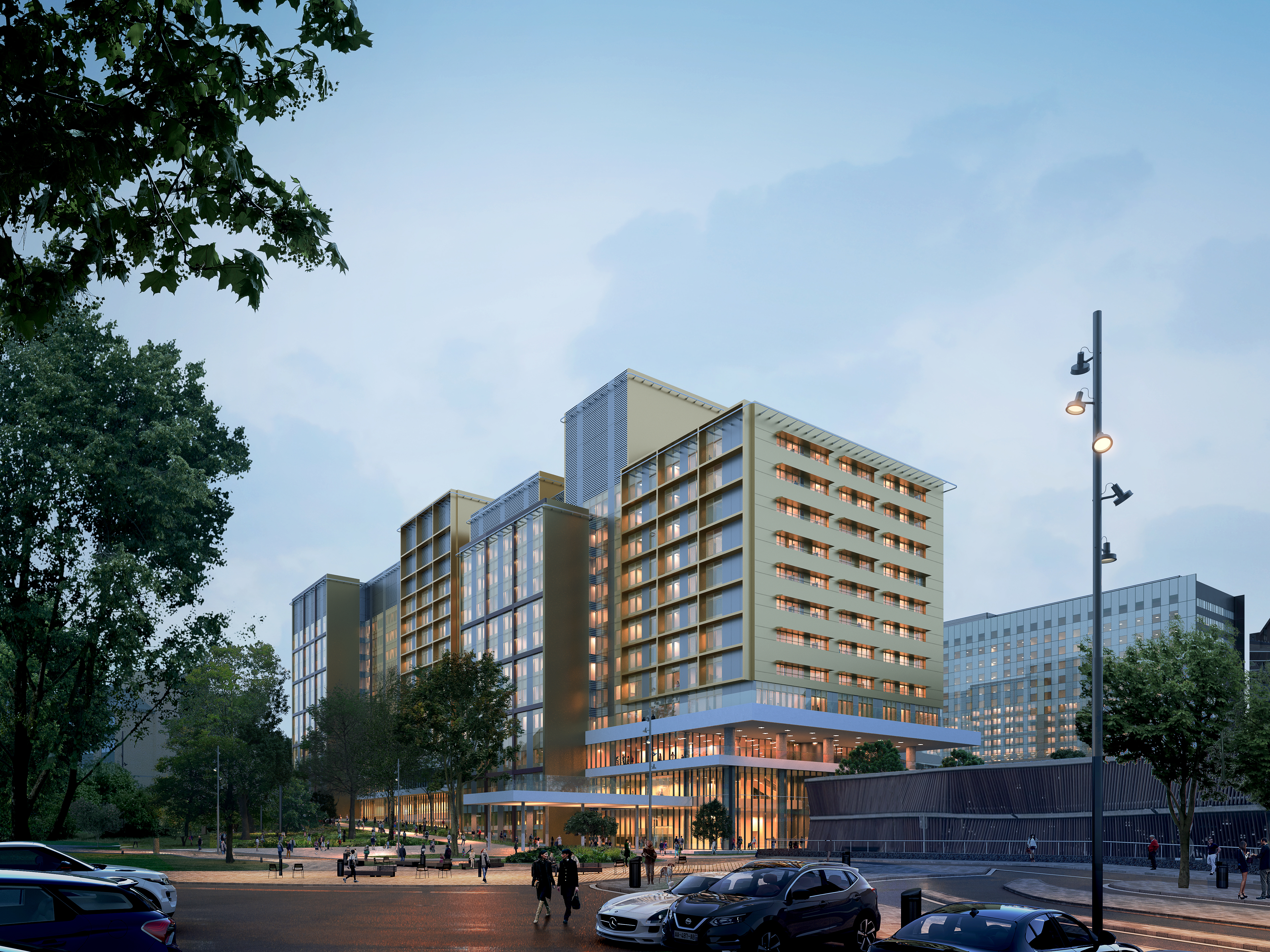
Cliniques Universitaires Saint-Luc - Bruxelles, Belgique

## Distinctions
Cette section ne s'appuie pas, ou pas assez, sur des sources secondaires ou tertiaires indépendantes du sujet.

Pour l'améliorer, ajoutez-en, ou placez des modèles {{Source secondaire souhaitée}} ou {{Source secondaire nécessaire}} sur les passages mal sourcés. (février 2024)
- Membre de l'Académie d'architecture[47], reçu en 2015
- Médaille d'honneur de l'Académie d'architecture en 2008[48]
- 1er prix d'architecture de l'ordre des architectes de Lorraine pour l'École nationale supérieure des arts et métiers de Metz
- Nomination[Quoi ?] au prix de l'Équerre d'argent pour l'université de Cergy-Pontoise[1]
- 1er prix d'architecture du conseil général du Val-d'Oise pour l'université de Cergy-Pontoise[1]
- Lauréat des Albums de la jeune architecture en 1981[49]

## Publications
- La Traversée : histoire du chantier du Centre hospitalier intercommunal de Villeneuve-Saint-Georges, Métropolis, 2013
- Architecture urbaine bioclimatique : recherche et expérimentation d'un vocabulaire formel spécifique, Paris, Éd. du Plan Construction, 1981 (avec Frédéric Nicolas, architecte et Bernard Sesolis, thermicien)
- La façade épaisse : mise en évidence et expérimentation d'un thème architectural, Paris, Éd. du Plan Construction, 1980, 106 p (avec Jean-Pierre Robert, architecte et Rino Brighi, économiste)
- La raison de la façade, PAN 8 : programme d'architecture nouvelle, Concours organisé par le Plan Construction, 1975.